# Sankt Marienkirchen bei Schärding
Sankt Marienkirchen bei Schärding är en ort och kommun i Österrike. Den ligger i distriktet Schärding i förbundslandet Oberösterreich, 220 kilometer väster om huvudstaden Wien. Kommunen gränsar i väster till floden Inn som här utgör gräns mot Bayern i Tyskland.
Kommunen består av 22 orter (Ortschaften) (inom parentes invånarantal 1 januari 2024):

- Andiesen (28)
- Bach (60)
- Bernedt (15)
- Bodenhofen (42)
- Dietraching (25)
- Dietrichshofen (121)
- Edenrad (1)
- Großwiesenhart (87)
- Grub (13)
- Hackenbuch (293)
- Hackledt (30)
- Holzleithen (27)
- Hub (9)
- Kleinwiesenhart (56)
- Lindenedt (25)
- Niederham (138)
- Oberfucking (35)
- St. Marienkirchen bei Schärding (900)
- Singern (55)
- Stocket (31)
- Unterfucking (22)
- Wernhartsgrub (12)